# Старославкинский сельсовет
Старославкинский сельсовет — муниципальное образование со статусом сельского поселения в Малосердобинском районе Пензенской области Российской Федерации.
Административный центр — село Старое Славкино.

## История
Статус и границы сельского поселения установлены Законом Пензенской области от 2 ноября 2004 года № 690-ЗПО «О границах муниципальных образований Пензенской области».

## Население
| 2002 | 2010 | 2012 | 2013 | 2014 | 2015 | 2016 |
| ---- | ---- | ---- | ---- | ---- | ---- | ---- |
| 1029 | ↘954 | ↘933 | ↘905 | ↘894 | ↘880 | ↘871 |
| 2017 | 2018 | 2021 |      |      |      |      |
| ↘862 | ↘834 | ↘830 |      |      |      |      |

## Состав сельского поселения
| № | Населённый пункт | Тип населённого пункта       | Население |
| - | ---------------- | ---------------------------- | --------- |
| 1 | Новое Славкино   | село                         | ↘74       |
| 2 | Старое Славкино  | село, административный центр | ↘756      |